# Lynda Folauhola
Lynda Mary Folauhola, geb. Dackiw (* 6. Oktober 1980 in Adelaide) ist eine ehemalige australische Wasserspringerin. Sie sprang im 10-m-Turm- und Synchronspringen. Folauhola nahm einmal an Olympischen Spielen teil, 2003 gewann sie eine WM-Silbermedaille.
Folauhola war zunächst in einem Turnverein aktiv, wechselte aber mit elf Jahren zum Wasserspringen. Ihr erster internationaler Wettkampf war die Junioren-Weltmeisterschaft 1994. Sie qualifizierte sich für die Commonwealth Games 1998 in Kuala Lumpur und machte mit Rang fünf vom 10-m-Turm erstmals auch im Erwachsenenbereich auf sich aufmerksam. In der Folgezeit konnte sie sich innerhalb des australischen Teams nicht für die Saisonhöhepunkte qualifizieren. Ihren Durchbruch erlebte sie dann bei der Weltmeisterschaft 2003 in Barcelona. Sie errang vom 10-m-Turm Rang zehn, im 3-m-Synchronspringen zusammen mit Chantelle Michell Rang sechs und im 10-m-Synchronspringen gewann sie mit Loudy Tourky die Silbermedaille. Ein Jahr später nahm sie an den Olympischen Spielen in Athen teil. Mit Tourky verpasste sie als Vierte im 10-m-Synchronspringen eine Medaille nur knapp. Nach den Spielen beendete sie ihre aktive Karriere.